# Kvarteret Sommaren

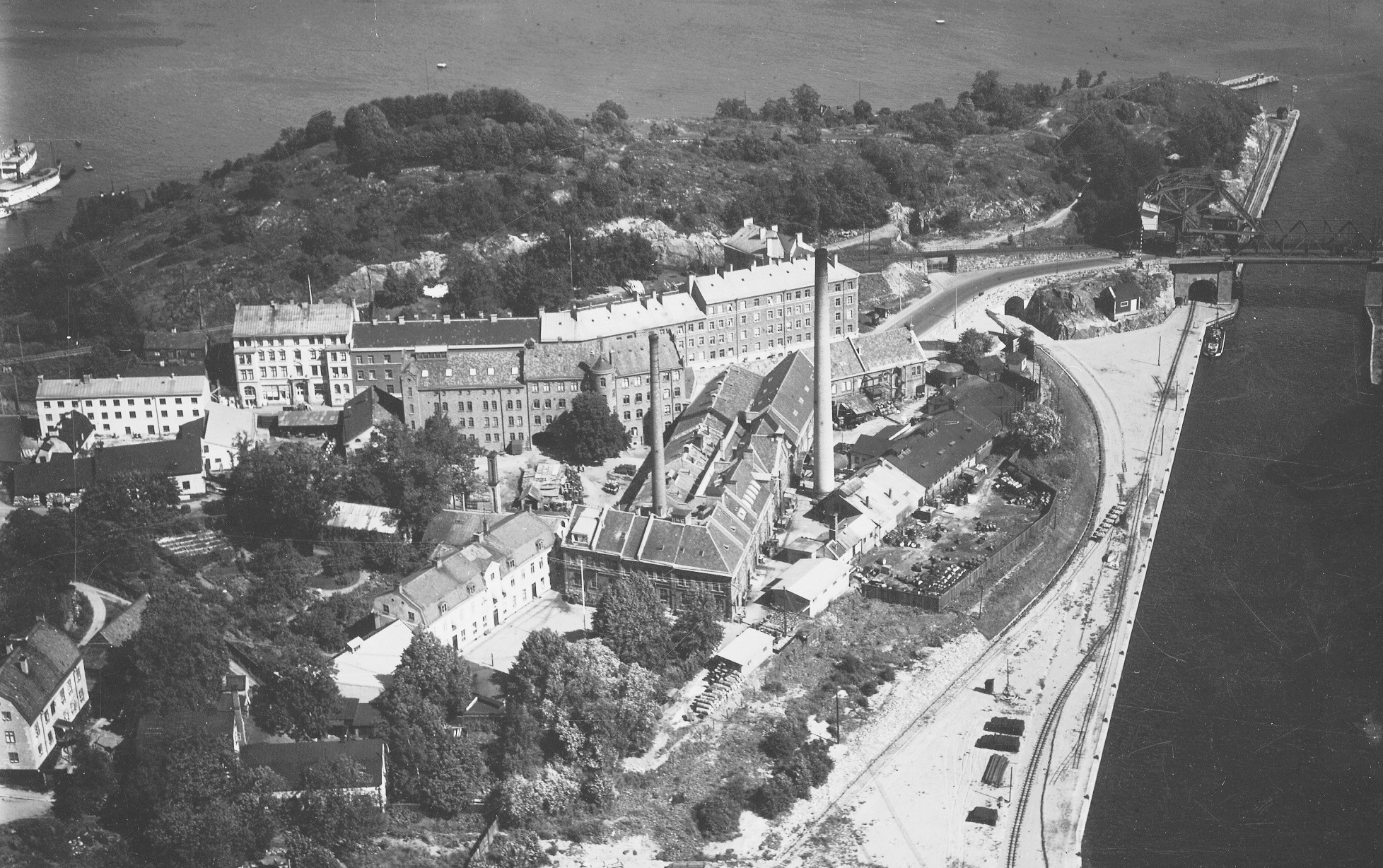
Kvarteret Sommaren mot norr, Liljeholmens stearinfabrik, 1939.

Kvarteret Sommaren ligger i området Danvikstull på nordöstra Södermalm i Stockholm. Kvarteret begränsas av Folkungagatan i norr, Alsnögatan i öster och söder samt Tegelviksgatan i väster. Kvarteret består av två fastigheter; Sommaren 10 och 11. Största byggnaden i kvarteret är Det Vita Huset.

## Historik

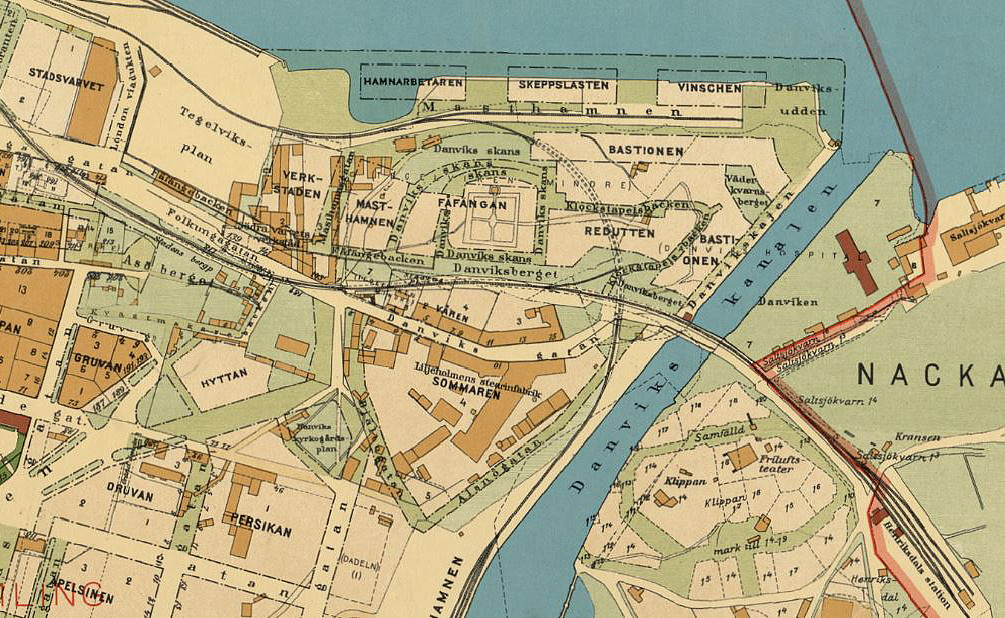
Kv. Sommaren med omgivning, 1930.

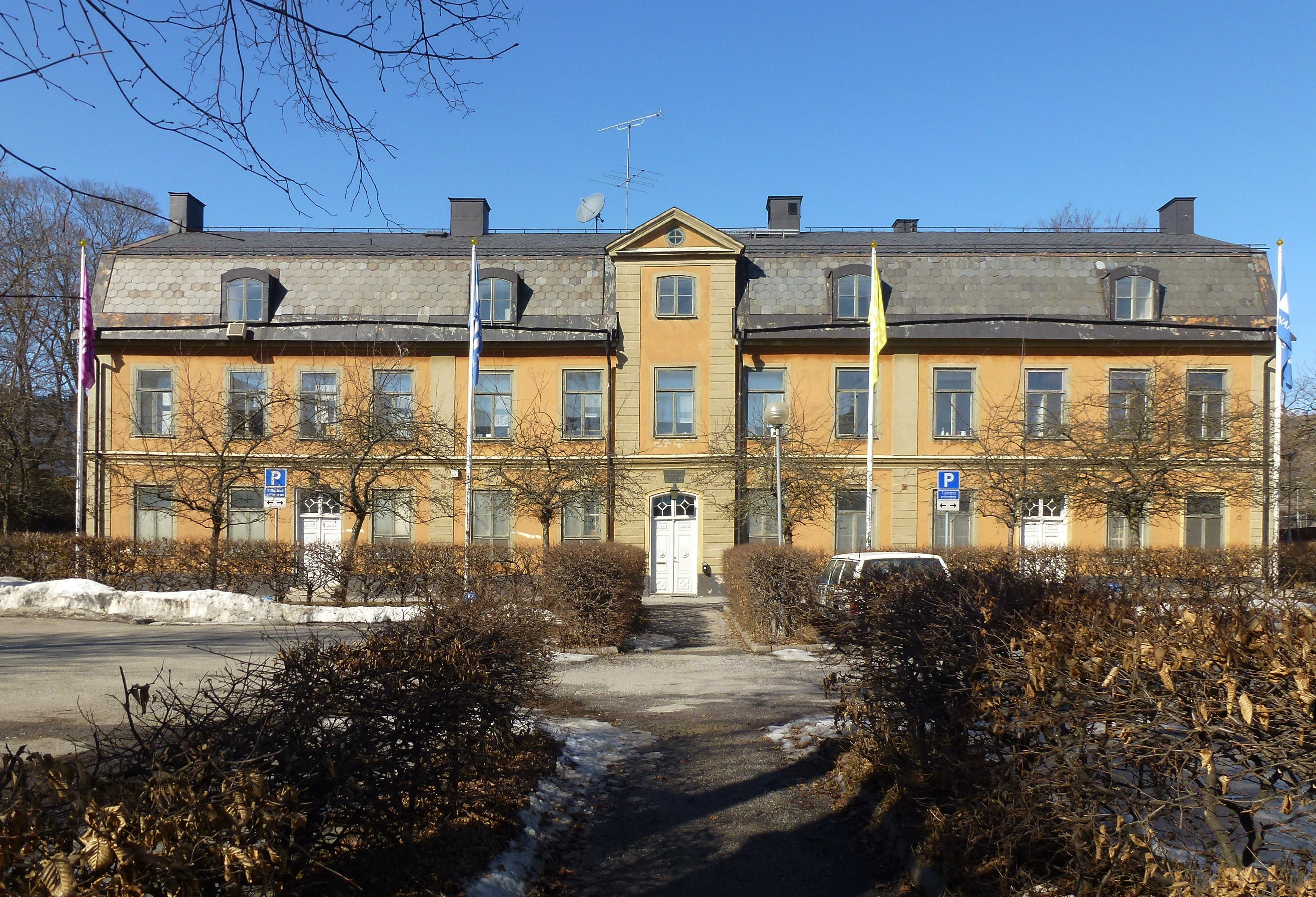
Hovings malmgård, 2013.

Kvarterets nuvarande namn fastställdes i samband med regleringen av Södermalm omkring 1885 (se Lindhagenplanen). Kvarteret hade då en annan form  och omgavs av Hösten, Vintern och Våren. Det senare existerade fortfarande på 1940-talet, medan de båda andra redan utgick på 1930-talet. I samband med detaljplaneringen för Norra Hammarbyhamnen tillkom kvarteret Försommaren som ligger mot Danvikskanalen, öster om Sommaren.

## Bebyggelse

### Hovings malmgård
I Sommaren 10 med nuvarande adress Alsnögatan 3 står Hovings malmgård som uppfördes 1770 av färgaren Carl Gustaf Hoving och beboddes mellan 1842 och 1848 av industri- och tidningsmannen Lars Johan Hierta. Byggnaden är blåklassad av Stockholms stadsmuseum vilket innebär att bebyggelsens kulturhistoriska värde av stadsmuseet anses motsvara fordringarna för byggnadsminnen i Kulturmiljölagen. 

### Det Vita Huset
Norr om malmgården på nuvarande fastigheten Sommaren 11 med adress Alsnögatan 7 och 11 låg fram till 1970 det stora fabrikskomplexet för Liljeholmens stearinfabrik, vars grundare var Lars Johan Hierta och vars verksamhet började i malmgårdens lokaler. Fabriksbyggnaderna vid Danvikstull revs på 1970-talet sedan en ny fabrik i Oskarshamn kunde tas i bruk. 
På industritomten färdigställdes 1980 en stor industri- och kontorsbyggnad, kallad Gröna Huset på grund av sina gröna fasader. Huset omfattar 30 000 m² våningsyta på 4–5 våningar samt källare och är byggt runt en rektangulär innergård. Det ritades 1973 av arkitekt Eino Talomaa med Hiby som beställare. 
Åren 2006 till 2010 genomfördes en total ombyggnad och anpassning till ren kontorsverksamhet. Moderniseringen innebar även byte av fasadernas gröna plåtkassetter till vit putsfasad på ny tilläggsisolering med en stensockel i grå granit. Samtidigt började huset kallas Det Vita Huset. De skinande vita fasaderna gav byggnaden sitt nuvarande namn. 
I huset finns bland annat restaurangen Danvikstulls värdshus, en filial för Folktandvården, en privat förskola som drivs av Jensen education och Sydafrikas ambassad i Stockholm. Byggnaden ägdes 2016 av SEB Trygg Liv och förvaltas av Novi Real Estate AB.

### Bilder, Vita huset

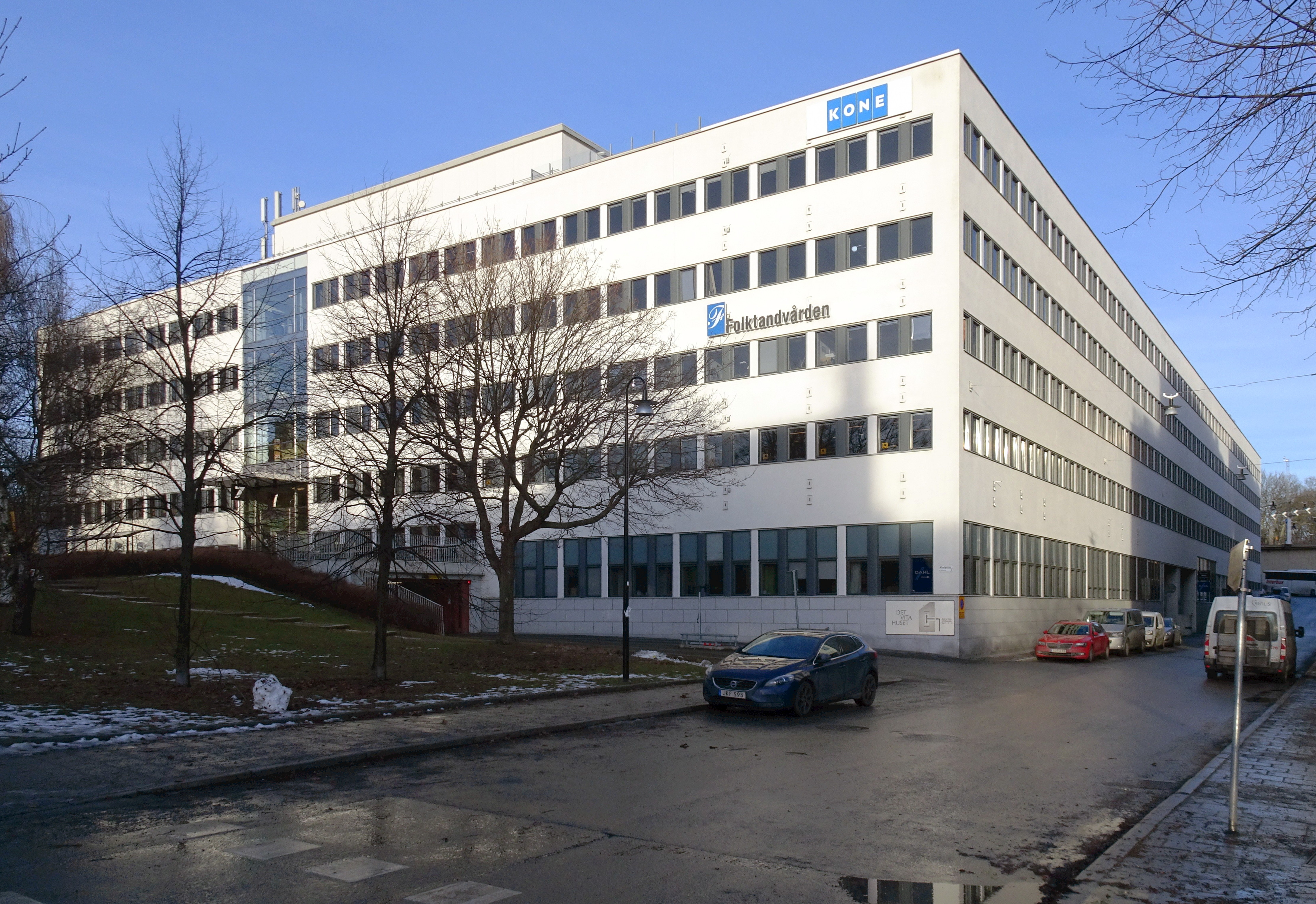
Fasad mot sydost med Alsnögatan närmast.
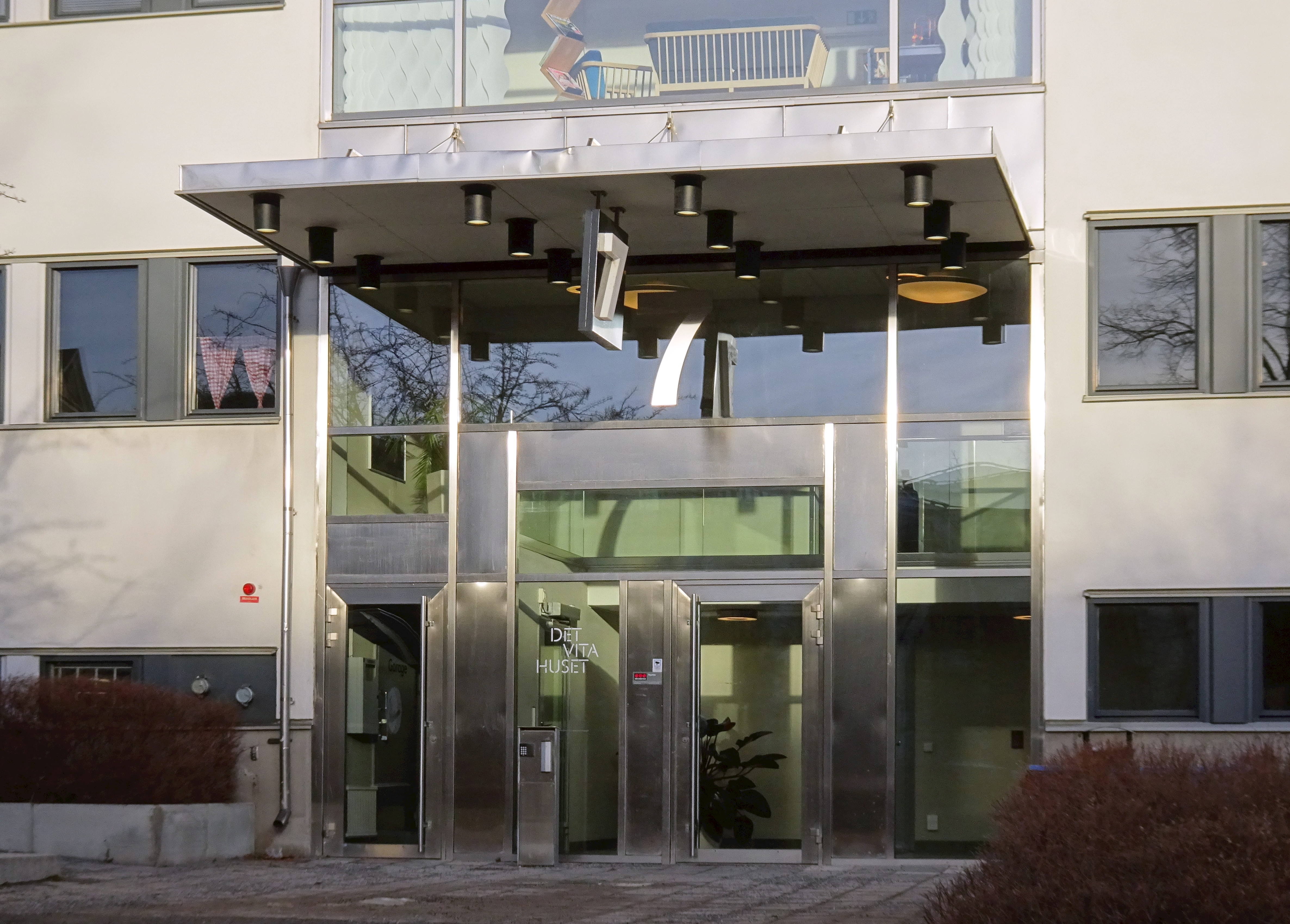
Entrén Alsnögatan 7.
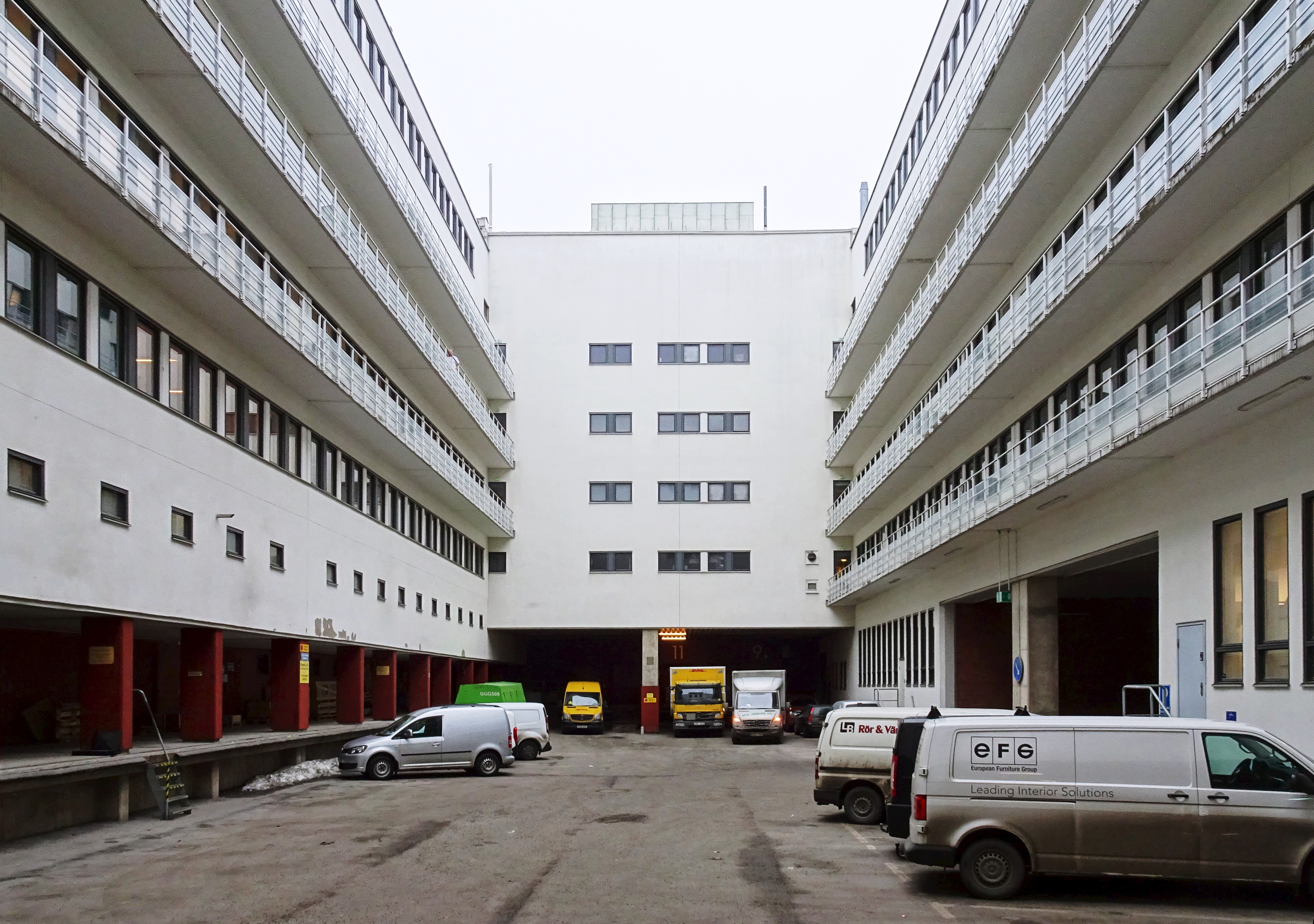
Innergården, vy mot norr.
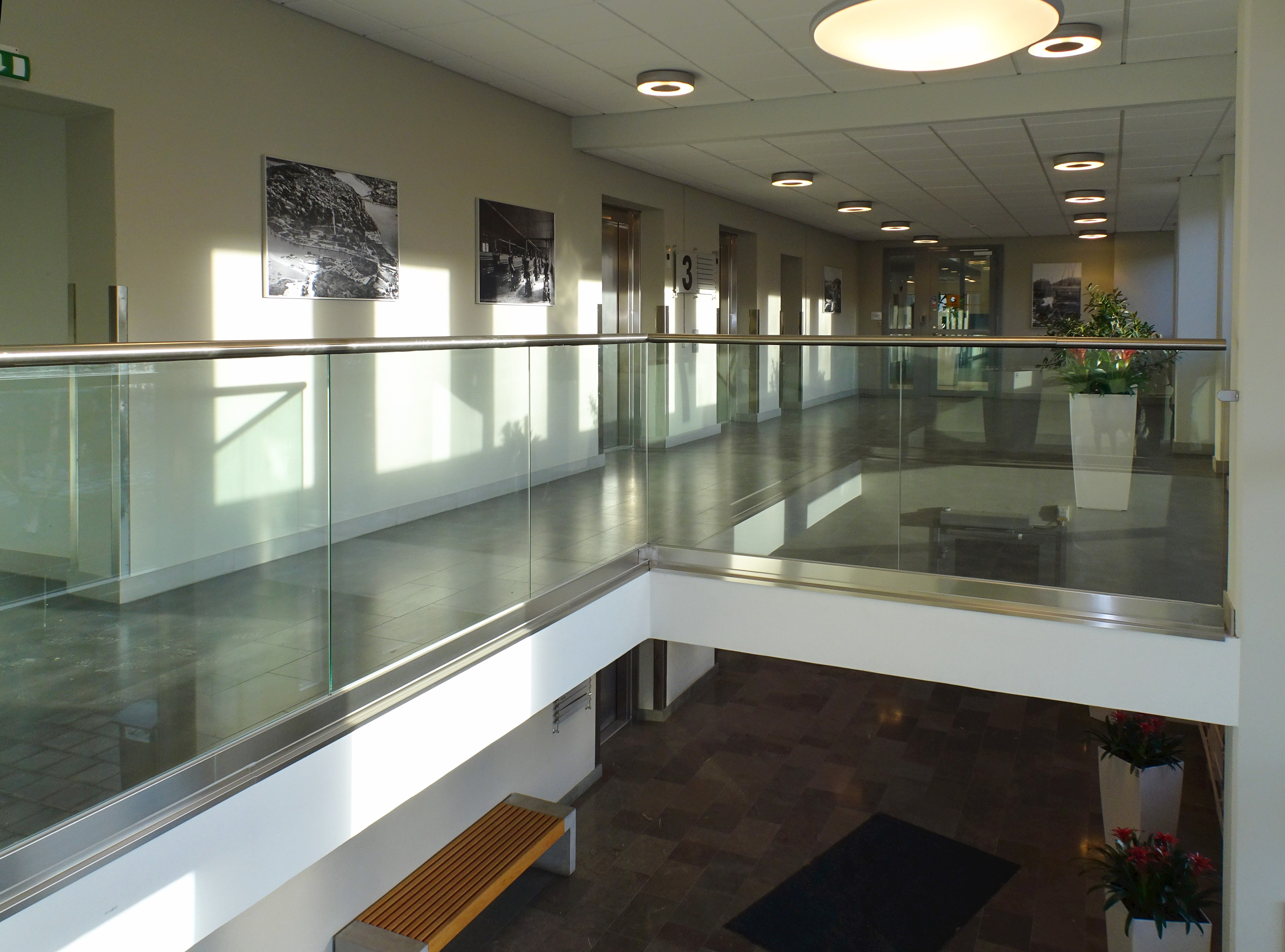
Entréhall Alsnögatan 7.
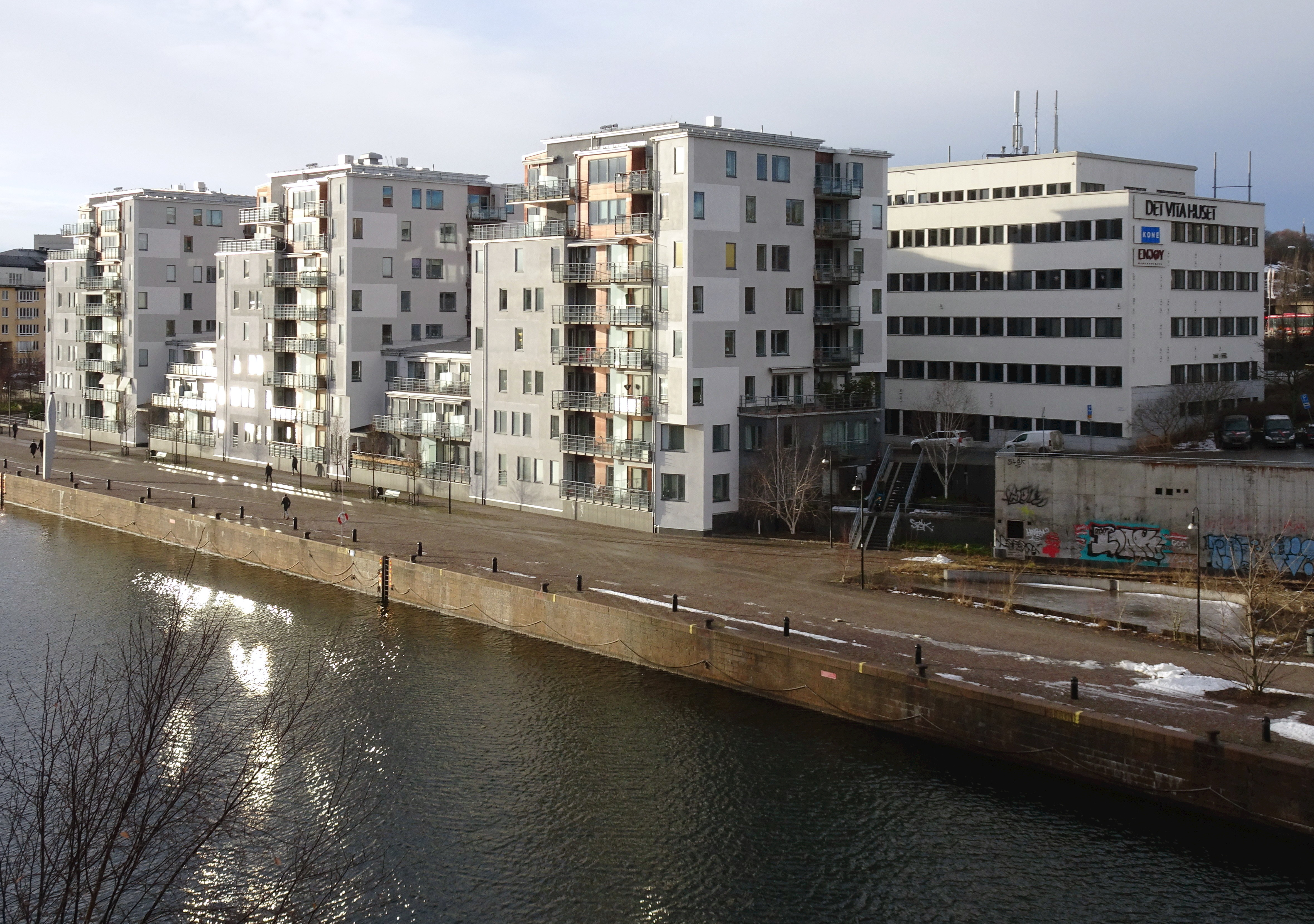
Kvarteren Försommaren (närmast) och Sommaren, sedda från Danviksbron.